# Randers
Randers Dánia egyik városa. A Gudena folyó Randers-fjord torkolatánál található. 1086-tól jelent meg Randers város neve írott formában veretett pénzen.
1100-ban kolostort alapítottak Randersben. 1302-ben már halász és kereskedővárosi jogot is kapott. Pirkasztó Valdemár király a 14. században várat építtetett Randersben.
Kirkegade-ban van a gótikus stílusú Szent Márton-templom, vörös tégla épülete van, szentélye 1494-ben készült el. Kápolnája 1500 körül épült fel. Oltára 1765-ből, 1751-ből az orgonája van.
Északra találhatunk egy Erik Menved Pladsnál egy 1435-ös műemléket, neve Szentlélek Kórház (Helligandshuset). Kolostorként, kórházként, öregek otthonaként, iskolaként is működött. Felújította Hack Kampmann 1894 és 1897 között.